# 小行星25613
小行星25613（25613 Bubeníček）是一颗绕太阳运转的小行星，为主小行星带小行星。该小行星于2000年1月20日发现。

## 轨道参数
小行星25613的轨道半长轴为399 933 175 km，2.6733501 UA，离心率为0.079。